# Fousseini Ouro-Sama
Fousseni Ouro-Sama (22 december 2003) is een Belgisch voetballer die door KSC Lokeren-Temse wordt uitgeleend aan SK Roeselare.

## Carrière
Ouro-Sama sloot zich pas na zijn veertiende aan bij een voetbalclub. Hij begon bij een provinciale club in de buurt van Hamme en maakte later de overstap naar KSC Lokeren-Temse. In het seizoen 2023/24 kroonde hij zich tot topschutter van de Lokerse beloften en mocht hij vijftienmaal invallen bij het eerste elftal in Eerste nationale.
Op 23 augustus 2024 maakte Ouro-Sama zijn debuut in de Challenger Pro League: op de tweede competitiespeeldag liet trainer Hans Cornelis hem in de 0-1-nederlaag tegen Francs Borains in de blessuretijd invallen voor Indy Boonen. Cornelis liet hem ook nog invallen in de bekerwedstrijd tegen KVK Ninove, maar voor de rest speelde Ouro-Sama in de eerste helft van het seizoen 2024/25 vooral bij de beloften van Lokeren. Eind januari 2025 leende de club hem voor de rest van het seizoen uit aan SK Roeselare, de leider in de Tweede afdeling VV A.